# As I Lay Dying
As I Lay Dying – amerykańska grupa muzyczna wykonująca metalcore.

## Muzycy
Obecny skład zespołu
- Tim Lambesis – śpiew (2000–2014, 2018–)

| Byli członkowie zespołu - Noah Chase – gitara basowa (2001) - Evan White – gitara elektryczna (2001–2003) - Jasun Krebs – gitara elektryczna (2003) - Brandon Hays – gitara basowa - Ruben Gutierrez – gitara elektryczna - Aaron Kennedy – gitara basowa (2003) - Todd Douglas – gitara basowa - Tommy Garcia – gitara elektryczna, gitara basowa - Jonathan Jameson – gitara basowa - Clint Norris – gitara basowa, śpiew (2003–2006) - Nick Hipa – gitara elektryczna (2004–2014, 2018–2021) - Josh Gilbert – gitara basowa, śpiew melodyjny (2007–2014, 2018–2022) - Jordan Mancino – perkusja (2000–2014, 2018–2022) - Ken Susi – gitara elektryczna (2022-2024) - Ryan Neff – gitara basowa (2022-2024) - Nick Pierce – perkusja (2022-2024) - Phil Sgrosso – gitara elektryczna, fortepian (2003–2014, 2018–2024) |  | Zastępstwa koncertowe - Justin Foley – perkusja (2009) - Aaron Newberry – gitara basowa (2007) - Chris Lindstrom – gitara elektryczna (2003–2004) - Brandon Hays – gitara basowa (2002–2003) - Chad Ackerman – gitara elektryczna (2002) Muzycy sesyjni - Brandon Young (perkusja w utworze „When This World Fades”) - Tommy Garcia (udział w każdej sesji nagraniowej albumów) - David Arthur (śpiew melodyjny na płycie Shadows Are Security) |

## Historia

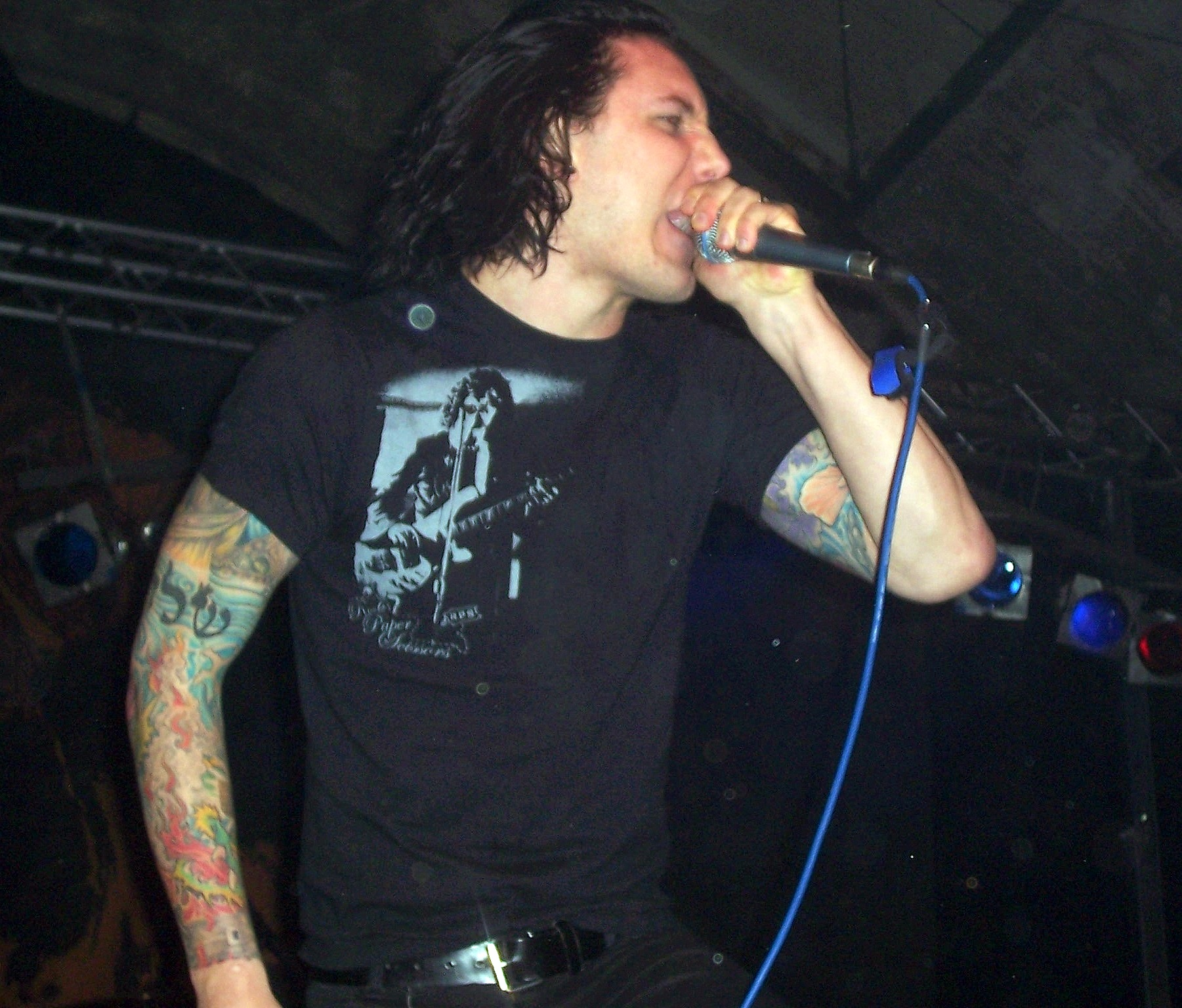
Tim Lambesis podczas koncertu As I Lay Dying w Dreźnie 7 czerwca 2005

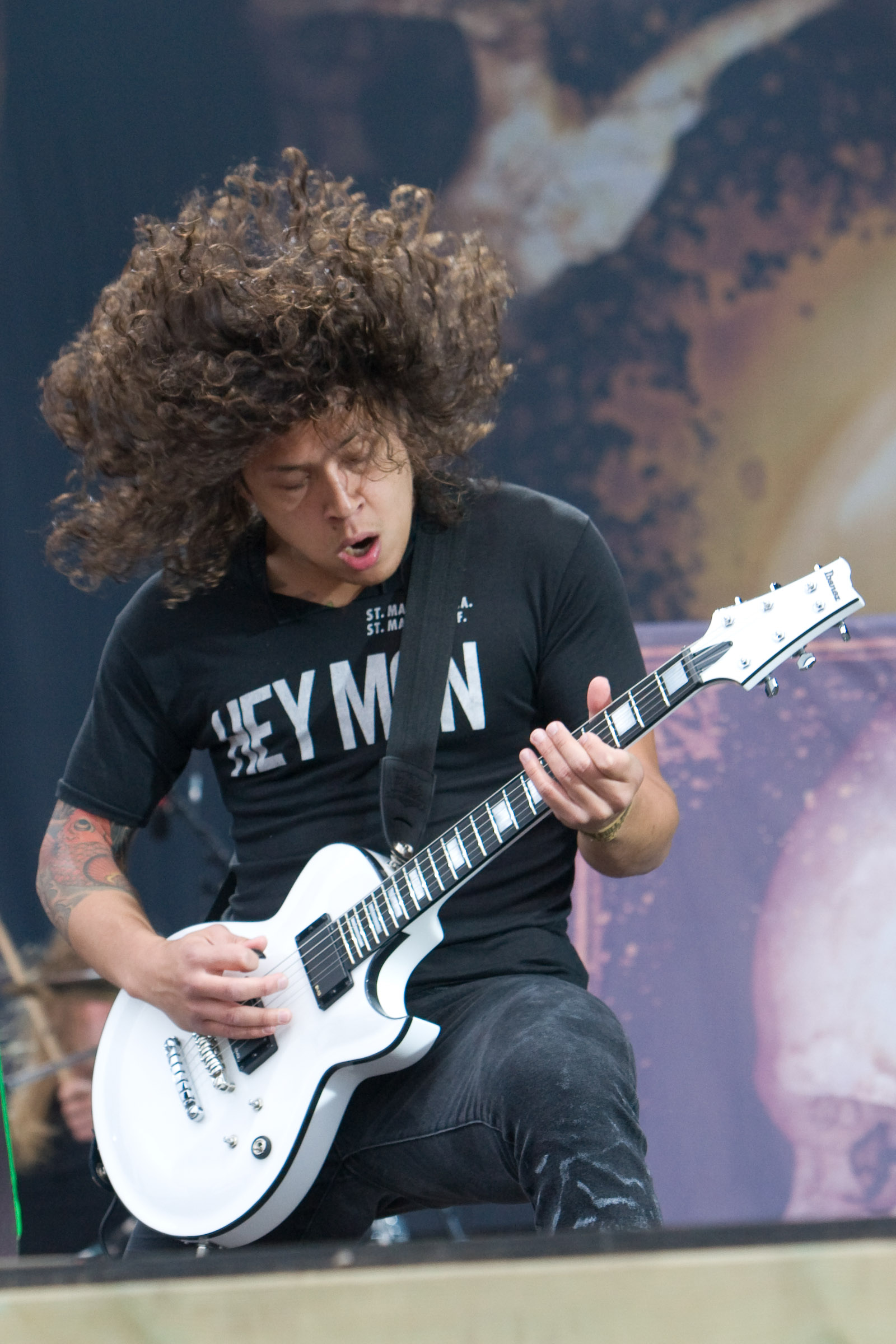
Nick Hipa – festiwal With Full Force w 2007

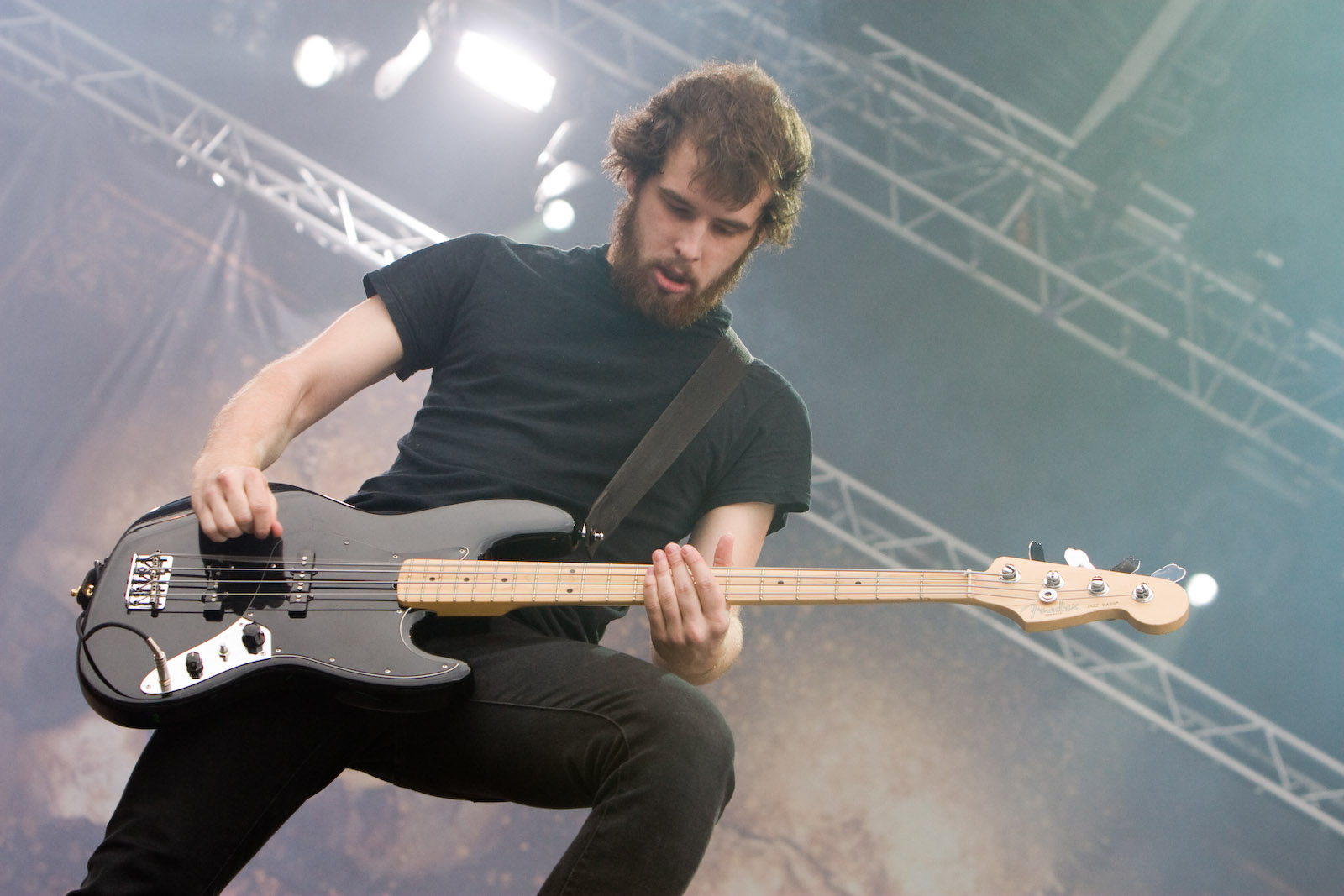
Josh Gilbert – festiwal With Full Force w 2007

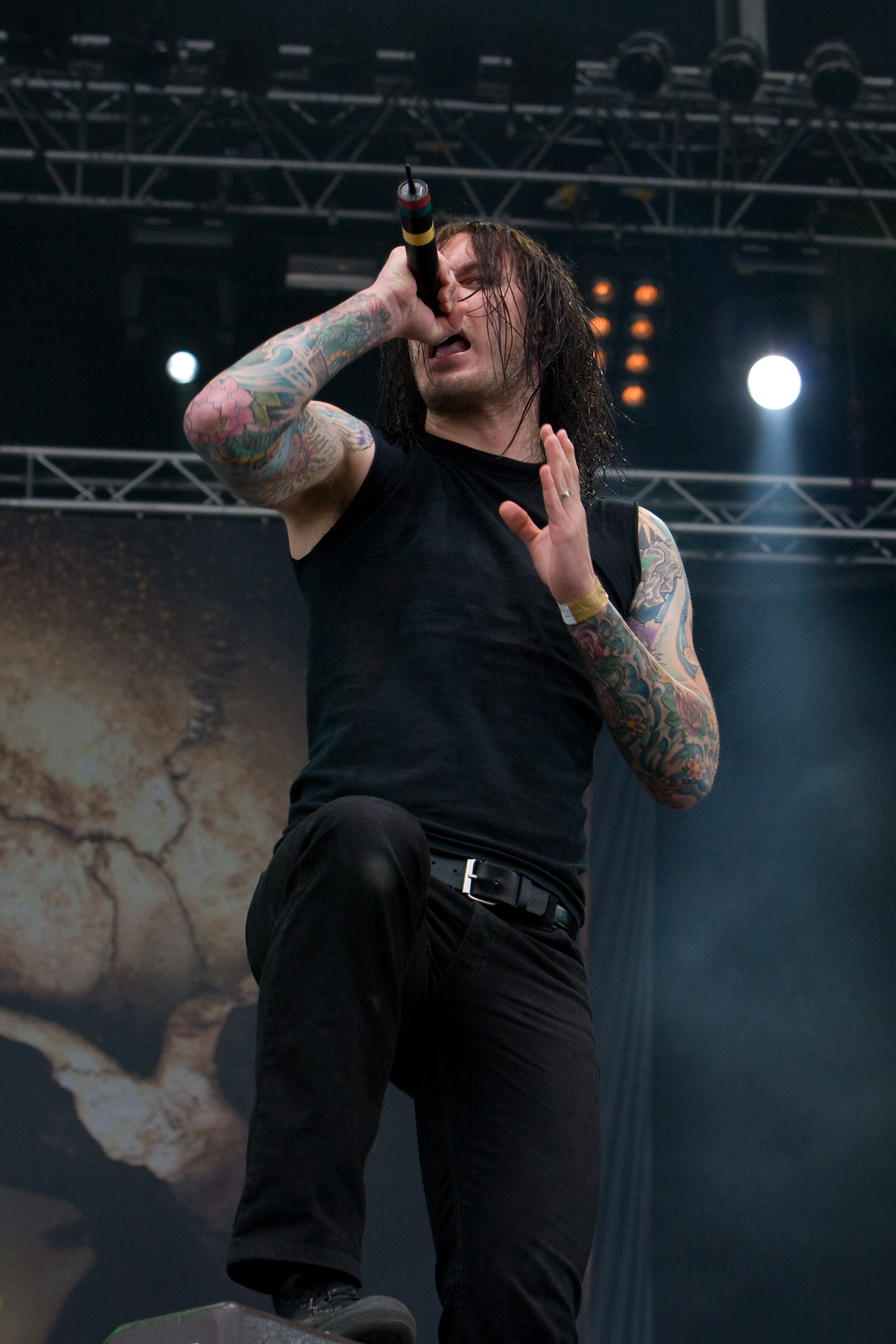
Tim Lambesis – festiwal With Full Force w 2007

### Geneza nazwy i etykieta grupy
Nazwa zespołu została zaczerpnięta z powieści Williama Faulknera pod tym samym tytułem (pol. „Kiedy umieram”), choć nie ma jakiejkolwiek korelacji między przesłaniem zespołu a książką, zaś sami muzycy (poza Timem Lambesisem) przyznawali w wywiadach, iż wcześniej nie przeczytali nawet tej książki. Na pytanie, czy nazwa grupy pochodzi od tytułu tejże książki odpowiedział między innymi Tim Lambesis: „Na pomysł wpadliśmy od tytułu (książki). Nie powiedziałbym, że istnieje powiązanie pomiędzy znaczeniem książki a znaczeniem zespołu. Wzięliśmy sobie tytuł od niej”. W wywiadzie z 2005 Lambesis powiedział o książce: „Czytałem ją dość dawno i mogę powiedzieć, że jest ciekawa, ale znam lepsze książki. (...). Nikt z nas nie próbował dorabiać do tej nazwy ideologii, czy czegoś w tym rodzaju, tym bardziej, że książka jest raczej dołująca, a my nie zamierzamy śpiewać depresyjnych tekstów”.
W przeszłości wszyscy członkowie zespołu zadeklarowali się jako chrześcijanie. Teksty grupy dotyczyły m.in. spraw wiary, relacji wobec Boga (w szczególności na debiutanckim albumie Beneath the Encasing of Ashes), lecz także kwestii życiowych, relacji międzyludzkich, cierpienia, położenia w świecie ludzi zapomnianych, biednych i prześladowanych (na albumie The Powerless Rise). As I Lay Dying został określony jako zespół chrześcijański. Mimo tego muzycy przyznali, że nie występowali otwarcie z kwestiami religijnymi i nie zajmowali stanowiska kaznodziei dla słuchaczy. Z uwagi na ww. konotacje zespół w początkowym okresie działalności (przed 2005) był określany jako piewcy białego metalu.
W początkowych latach istnienia grupy większość kompozycji w warstwie muzycznej i tekstowej tworzył Tim Lambesis.

### Początki (1999–2003)
Grupa została założona w 1999 w San Diego. Rozpadła się w 2000, gdy wokalista Tim Lambesis wyjechał do Teksasu, gdzie związał się z grupą Society's Finest. Opuścił ją jednak w 2001 i powrócił do San Diego by reaktywować zespół.

### Frail Words Collapse(2003–2005)
W marcu 2003 zespołowi został zaproponowany kontrakt przez wytwórnię Metal Blade Records. W lipcu tego roku premierę miał album Frail Words Collapse, który osiągnął 30. pozycję na liście Billboard Independent Albums oraz 41. pozycję na liście Top Heatseekers. Płyta była promowana dwoma teledyskami do utworów „94 Hours” i „Forever” oraz koncertami wraz z grupami Himsa, Shadows Fall, The Black Dahlia Murder, Killswitch Engage, In Flames, Sworn Enemy oraz Hatebreed. Po latach lambesis określił ten materiał jako najgorszy album w dyskografii grupy (z uwagi na niedopracowanie, pośpiech w tworzeniu), mimo że została przyjęta entuzjastycznie przez krytyków i odbiorców.

### Shadows Are Security(2005–2006)
W styczniu 2005 grupa weszła do studia Big Fish w Encinitas (Kalifornia), aby nagrać swój trzeci studyjny album. Płyta zatytułowana Shadows Are Security ukazała się w czerwcu 2005. Wydawnictwo zadebiutowało na pierwszym miejscu zestawienia Billboard Independent Albums. Był to pierwszy album zespołu, który dostał się na listę Billboard 200 na 35 pozycji. Wade Kergan z Allmusic nazwał krążek „jednym z najmocniejszych wydawnictw 2005 roku”, oraz stwierdził, że nowi gitarzyści Phil Sgrosso i Nick Hipa czynią zespół „silniejszym”.
W maju 2006 album Beneath the Encasing of Ashes oraz utwory ze wspólnego EP z zespołem American Tragedy zostały ponownie wydane przez Metal Blade Records na jednym krążku. Zespół zrobił to ponieważ nie chciał, aby słuchacze musieli wydawać mnóstwo pieniędzy na ich wczesne nagrania EP. Zespół zanotował znaczący wzrost zainteresowania w 2006, kiedy to wystąpił na tournée pod nazwą Taste of Chaos z takimi zespołami jak Deftones, Funeral for a Friend, Thrice, czy Story of the Year. W listopadzie 2006 grupę opuścił basista Clint Norris celem skupienia się na życiu rodzinnym. Informację tę potwierdzono w 2007, a jego miejsce zajął Josh Gilbert.

### An Ocean Between Us(2007)
W 2007 formacja rozpoczęła nagrywanie nowego albumu, zatytułowanego An Ocean Between Us, który został wydany 21 sierpnia 2007. Debiutując na 8 pozycji listy Billboard 200, oraz jako numer 1 w zestawieniu Top Rock z liczbą 39,000 sprzedanych kopii w ciągu pierwszego tygodnia od premiery, album stał się najwyżej notowanym wydawnictwem w historii grupy. W celu promowania nowego materiału zespół wyruszył w sierpniu na trasę Warped Tour 2007, a we wrześniu grupa odbyła trasę po Europie z zespołami Darkest Hour, Himsa oraz Maroon. 28 czerwca 2007 grupa zagrała w Warszawie, w klubie Proxima i był to ich pierwszy koncert w Polsce.

### The Powerless Rise(2010)
Przełom 2009/2010 upłynął na przygotowaniach do wydania kolejnego albumu As I Lay Dying. Na początku lutego 2010 poinformowano, iż zespół wraz z producentem Adamem D. (Killswitch Engage) kończył nagrywanie płyty zatytułowanej „The Powerless Rise”, której premierę zaplanowano na 11 maja 2010. Okładkę płyty po raz kolejny wykonał Jacob Bannon z zespołu Converge, który jest również autorem poprzednich okładek do albumów zespołu. Cechą wspólną tych obrazów jest widniejący na nich stały motyw ludzkiej czaszki.
Listopad 2010 upłynął zespołowi na europejskiej trasie koncertowej z Heaven Shall Burn i Suicide Silence.
10 stycznia 2011 zespół poprzez swój kanał w serwisie YouTube zapowiedział nakręcenie teledysku do utworu „Anodyne Sea” oraz amerykańską trasę koncertową wraz z Winds of Plague i After the Burial. Na przełomie maja i czerwca 2011 As I Lay Dying wybrał się do Ameryki Południowej razem z Heaven Shall Burn na kilka koncertów obejmujących Chile, Kolumbię, Wenezuelę, Ekwador, Argentynę i Brazylię. W sierpniu AILD wystąpił w warszawskim klubie Progresja.

### Decas(2011)
W związku z jubileuszem dziesięciolecia działalności grupy, na 8 listopada 2011 zaplanowano wydanie wydawnictwa kompilacyjnego. Album zatytułowany Decas zawierał covery (m.in. grup Slayer i Judas Priest), remiksy i trzy nowe utwory (pierwszy z nich „Paralyzed” udostępniono we wrześniu 2011). Celem promocji albumu powstała specjalna strona internetowa.

### Awakened(2012)
W czerwcu 2012 poinformowano, że kolejny, szósty album studyjny został zatytułowany Awakened i ukaże się ponownie nakładem Metal Blade Records. Materiał wyprodukował Bill Stevenson, a miksowanie wykonał Colin Richardson. Pierwszym utworem promującym wydawnictwo był „Cauterize”. 12 września 2012 opublikowano drugi singiel pod tytułem „A Greater Foundation”, do którego stworzono teledysk. 25 września 2012 oficjalnie odbyła się premiera nowego albumu.

### Zawieszenie działalności (2013/2014)
7 maja 2013 wokalista i frontman grupy Tim Lambesis został aresztowany w Oceanside w związku z próbą najęcia innej osoby celem zamordowania swojej żony. Następnie czterej pozostali członkowie grupy odwołali udział As I Lay Dying we wcześniej awizowanej amerykańskiej trasie koncertowej Disarm the Descent 2013 US Tour! (miała się odbyć na przełomie maja i czerwca 2013 wraz z zespołem Killswitch Engage) oraz występy w Europie zaplanowane na lato 2013.
Po tym jak w lutym 2014 Tim Lambesis przyznał się przed sądem do swojej roli w najęciu osoby mającej pozbawić życia jego żonę, w kwietniu 2014 na oficjalnej stronie As I Lay Dying zostało wydane oficjalne oświadczenie, w którym poinformowano m.in. że zespół nie zakończył działalności, lecz przeszedł w stan uśpienia, jego jedynymi członkami uznano dwóch jedynych założycieli czyli Tima Lambesisa i Jordana Mancino, a ponadto potwierdzono, że w tym czasie tylko jeden członek grupy był chrześcijaninem, zaś w chwili aresztowana w 2013 nie był chrześcijaninem Tim Lambesis, który później przed sądem okazał ateistyczną postawę. W nawiązaniu do tego pozostali członkowie grupy, Jordan Mancino, Phil Sgrosso, Nick Hipa i Josh Gilbert, przekazali, że autorem oświadczenia był Tim Lambesis, zaś 14 kwietnia 2014 ujawnili, że powołali nowy zespół pod nazwą Wovenwar (został do niego zaangażowany wokalista grupy Oh, Sleeper, Shane Blay).
16 maja 2014 sąd skazał Tima Lambesisa na karę sześciu lat pozbawienia wolności bez zawieszenia za jego rolę w usiłowaniu zlecenia morderstwa. W wywiadzie udzielonym przed wydaniem wyroku Tim Lambesis stwierdził m.in., że jest ateistą, zaś w czasie działalności w zespole As I Lay Dying utrzymywał wrażenie bycia chrześcijaninem, aby nadal sprzedawać płyty słuchaczom wierzącym, że grupa wydaje twórczość z chrześcijańskim przekazem; jednocześnie powiedział, że również pozostali członkowie AILD zaprzestali być chrześcijanami w czasie działalności formacji.

### Powrót,Shaped By Fire(2018/2019)
W dniu 7 czerwca 2018 został przedstawiony oficjalny teledysk do nowego utworu As I Lay Dying, zatytułowany „My Own Grave”, w którym grupa wystąpiła w składzie z momentu przerwania działalności w 2013. Kilka dni później, 16 czerwca 2018 za pośrednictwem kanału zespołu w serwisie You Tube został opublikowany ponad 30-minutowy materiał wideo, opatrzony tytułem Dyskusja, w którym pięciu członków formacji wypowiada się w swojej obecności. Tego samego dnia miał miejsce pierwszy występ zespołu po przerwie. Pod koniec czerwca ogłoszono pierwszą od 5 lat europejską trasę koncertową, która objęła 15 miast w 9 krajach, w tym także w Polsce. Koncert w Warszawie miał się odbyć w klubie Hydrozagadka, natomiast ze względu na duże zainteresowanie został przeniesiony do klubu Proxima. Dzień po ogłoszeniu koncertów w Europie, 1 sierpnia, ogłoszono także amerykańską część trasy.
Na 20 września 2019 wyznaczono datę premiery nowego od siedmiu lat albumu grupy, wydanego nakładem Nuclear Blast i zatytułowanego Shaped By Fire. Płytę promowały teledyski do utworów „Redefined”, „Shaped By Fire”, zaś na albumie znalazł się także ww. utwór „My Own Grave”. Celem promocji płyty zaplanowano trasy koncertowe w Ameryce Północnej, Rosji we wrześniu, następnie w Europie (z grupami Chelsea Grin, Unearth, Fit for a King) oraz na przełomie listopada i grudnia 2019 w Stanach Zjednoczonych (z zespołami After the Burial, Emmure).

### Zmiany w składzie (2021–2022)
31 sierpnia 2021 swoje odejście ze składu ogłosił Nick Hipa. W połowie maja 2022 swoje odejście po 15 latach w zespole oznajmił basista i wokalista Josh Gilbert. 9 czerwca 2022 perkusista Jordan Mancino ogłosił, że nie weźmie udziału w przyszłych trasach koncertowych dopóki wewnętrzne sprawy na łonie zespołu nie zotaną rozwiązane. Zainaugurowaną 10 trasę koncertową pt. „The Decades of Destruction Tour” grupa As I Lay Dying podjęła w składzie z Timem Lambesisem (wokalista) i Philem Sgrosso (gitara) oraz zaangażowanymi muzykami, którymi zostali basista Ryan Neff  (Miss May I), gitarzysta Ken Susi i perkusista Nick Pierce (obaj dawniej w Unearth). 17 czerwca 2022 Tim Lambesis ogłosił oficjalnie odejście Jordana Mancino ze składu AILD.

### Through Storms Ahead(2024)
We wrześniu 2024 zapowiedziano premierę albumu pt. Through Storms Ahead na 15 listopada tego roku nakładem Napalm Records.
W drugiej połowie października w przeciągu kilku dni odejście ze składu AILD ogłosili muzycy Ryan Neff, Ken Susi i Nick Pierce, a także menedżer Alex Kendrick, natomiast mająca rozpocząć się 15 listopada 2024 europejska trasa koncertowa (z grupami Caliban, Decapitated i Ov Sulfur) została odwołana. 30 października 2024 odejście ze składu AILD ogłosił Phil Sgrosso, który jednocześnie wyraził swoje wsparcie dla trzech członków, którzy opuścili grupę tuż przed nim. 4 listopada do odejścia ww. osób odniósł się Tim Lambesis, który wyraził zrozumienie dla ich decyzji i wspomniał o „niezdrowym środowisku” panującym dotąd w zespole.

## Dyskografia

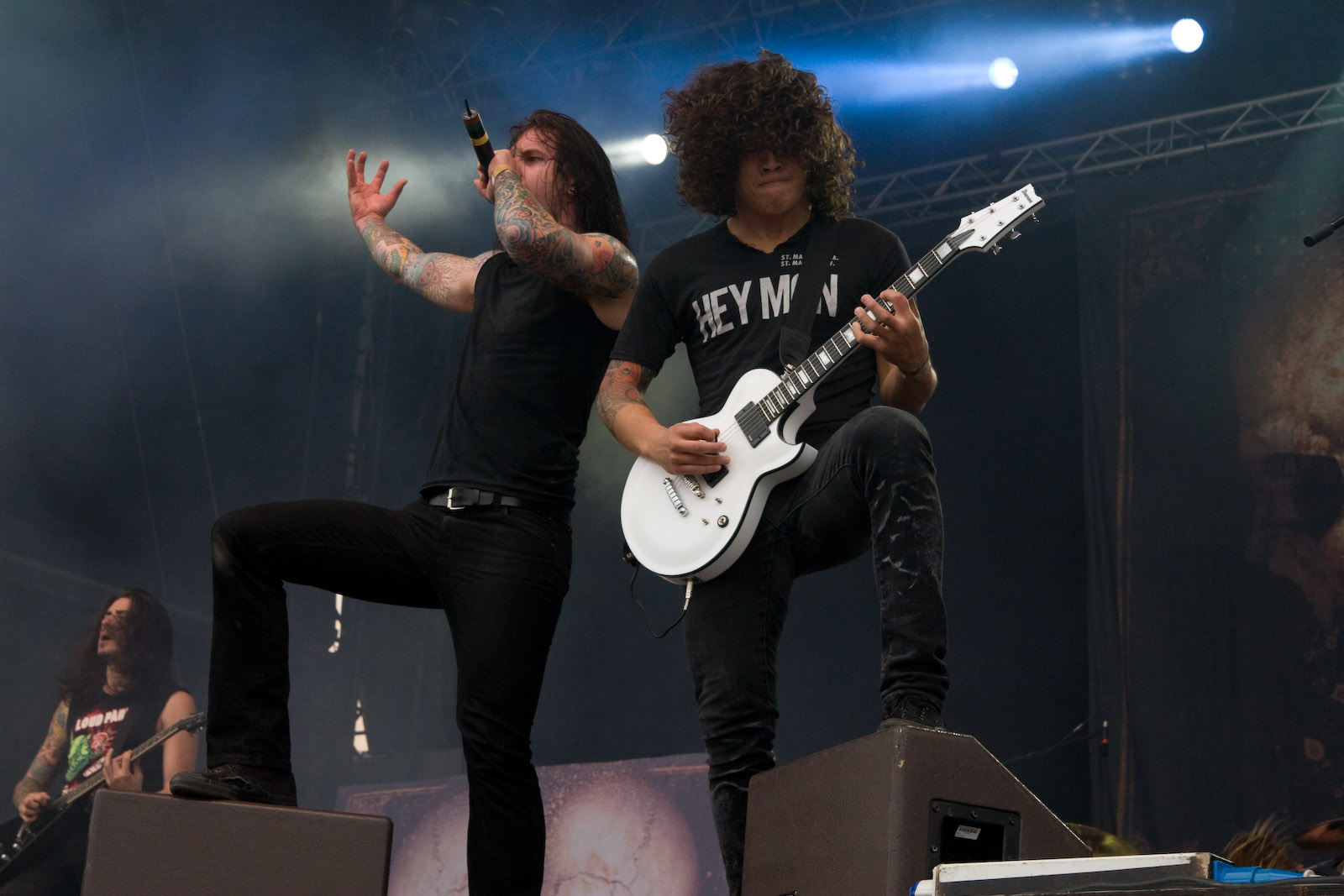
As I Lay Dying podczas koncertu 29 czerwca 2007 w Löbnitz

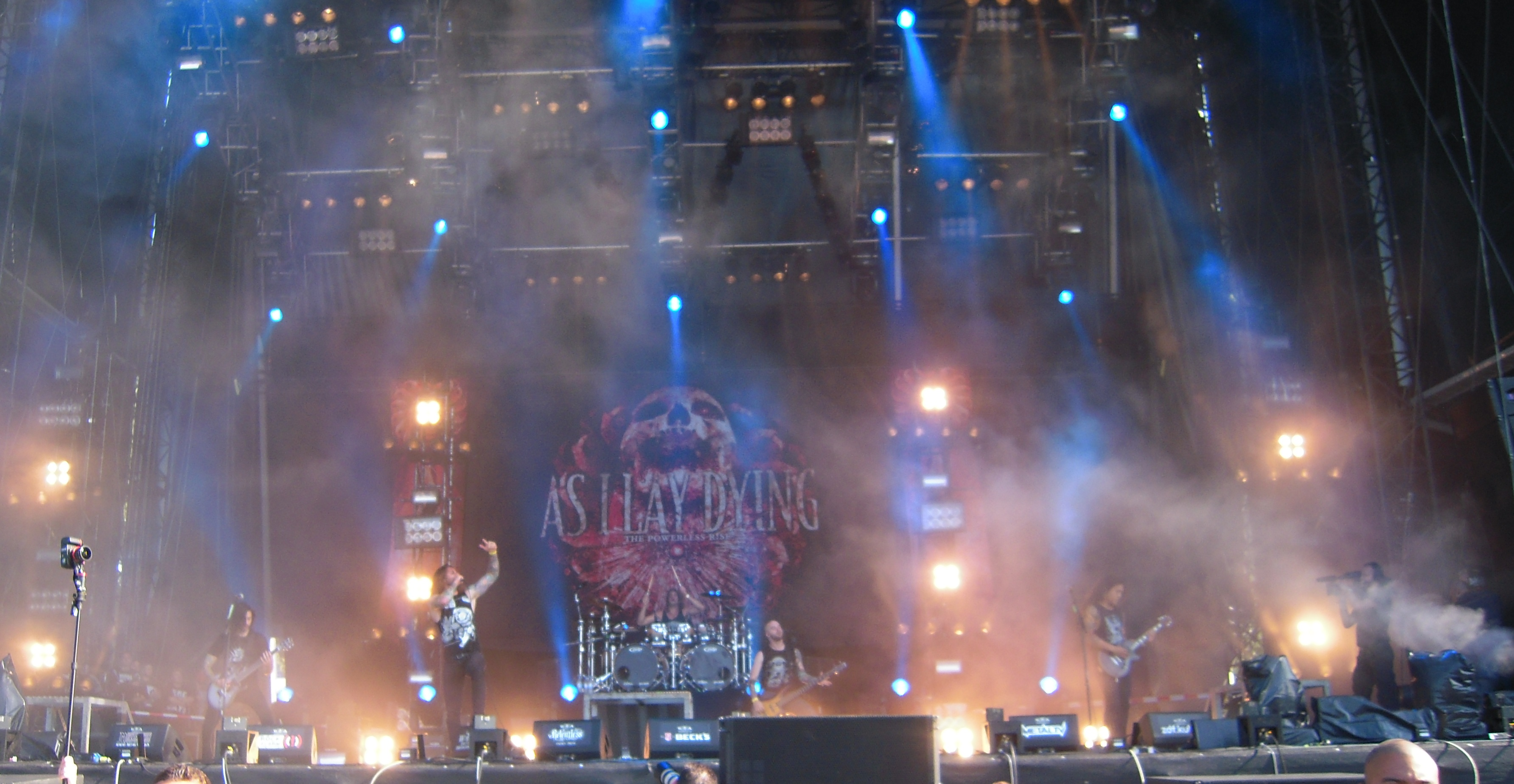
As I Lay Dying podczas koncertu w 2011

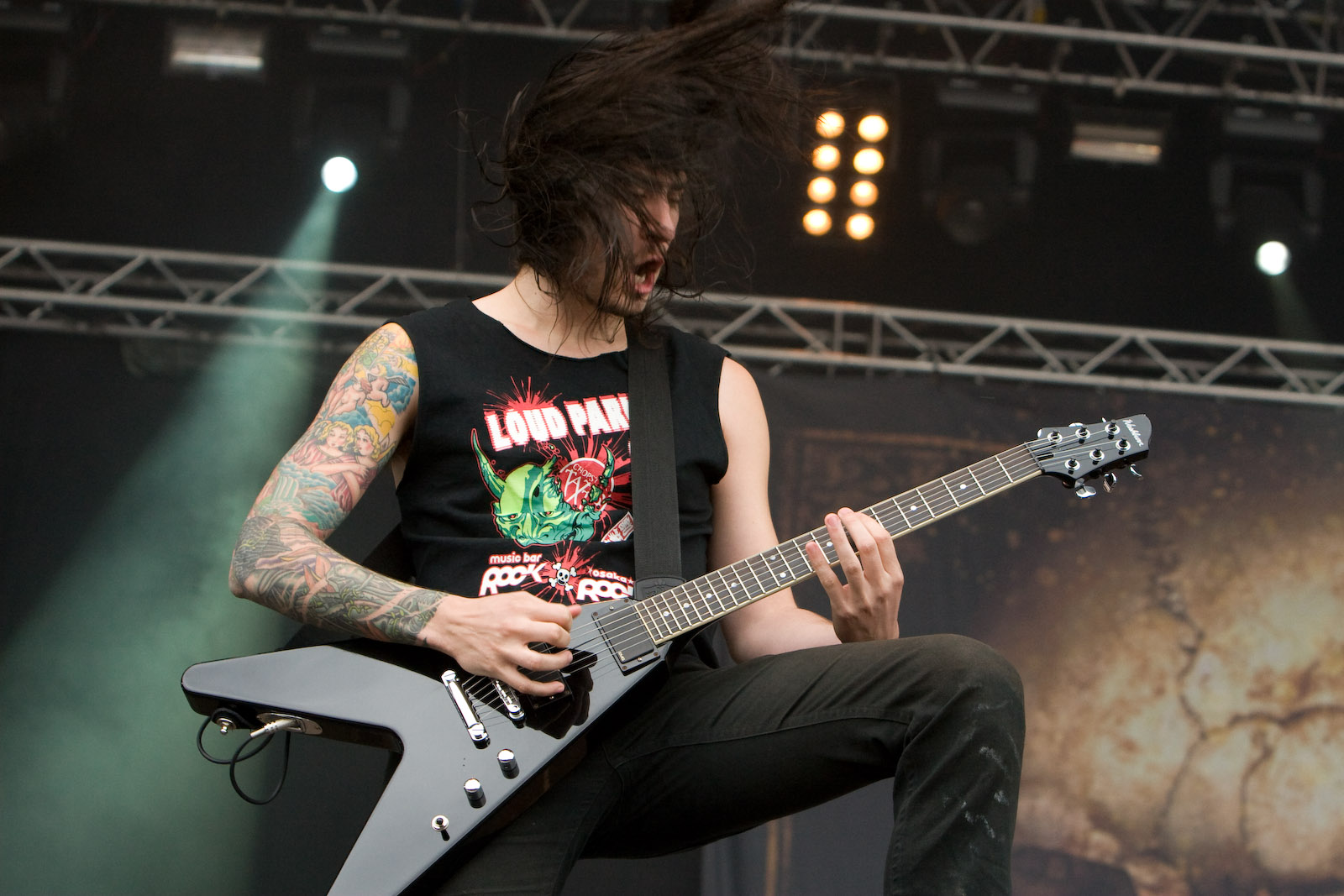
Phil Sgrosso – festiwal With Full Force w 2007

### Albumy
| 2001                           | Beneath the Encasing of Ashes - Data: 12 czerwca 2001 - Wydawca: Pluto Records | –  | –  | –  | –   | –  | —  |
| 2003                           | Frail Words Collapse - Data: 1 lipca 2003 - Wydawca: Metal Blade Records       | –  | –  | –  | –   | –  | –  |
| 2005                           | Shadows Are Security - Data: 14 lipca 2005 - Wydawca: Metal Blade Records      | 35 | –  | –  | –   | –  | —  |
| 2007                           | An Ocean Between Us - Data: 21 sierpnia 2007 - Wydawca: Metal Blade Records    | 8  | –  | 33 | –   | 43 | 24 |
| 2010                           | The Powerless Rise - Data: 11 maja 2010 - Wydawca: Metal Blade Records         | 10 | 11 | 21 | –   | 39 | 22 |
| 2012                           | Awakened - Data: 25 września 2012 - Wydawca: Metal Blade Records               | 11 | 12 | 26 | 122 | 52 | 21 |
| 2019                           | Shaped By Fire - Data: 20 września 2019 - Wydawca: Nuclear Blast               |    |    |    |     |    |    |
| 2024                           | Through Storms Ahead - Data: 15 listopada 2024 - Wydawca: Nuclear Blast        |    |    |    |     |    |    |
| „—” pozycja nie była notowana. |                                                                                |    |    |    |     |    |    |

### Kompilacje
| 2006                           | A Long March: The First Recordings - Data: 16 maja 2006 - Wydawca: Metal Blade Records | 129 | –  |
| 2011                           | Decas - Data: 8 listopada 2011 - Wydawca: Metal Blade Records                          | 61  | 80 |
| „—” pozycja nie była notowana. |                                                                                        |     |    |

### Splity
| Rok  | Tytuł                                                                              |
| ---- | ---------------------------------------------------------------------------------- |
| 2002 | As I Lay Dying / American Tragedy - Data: 18 czerwca 2002 - Wydawca: Pluto Records |

### DVD
| Rok  | Tytuł                                                                      |
| ---- | -------------------------------------------------------------------------- |
| 2009 | This Is Who We Are - Data: 14 kwietnia 2009 - Wydawca: Metal Blade Records |

## Teledyski
| Rok  | Tytuł                               | Reżyseria                 | Album                | Źródła        |
| ---- | ----------------------------------- | ------------------------- | -------------------- | ------------- |
| 2003 | „94 Hours”                          | Derek Dale                | Frail Words Collapse |               |
| 2003 | „Forever"                           | Derek Dale                | Frail Words Collapse |               |
| 2005 | „Confined”                          | Christopher Sims          | Shadows Are Security |               |
| 2005 | „Through Struggle”                  | Lex Halaby                | Shadows Are Security |               |
| 2006 | „The Darkest Nights”                | Darren Doane              | Shadows Are Security |               |
| 2007 | „Nothing Left”                      | Brian Thompson            | An Ocean Between Us  |               |
| 2008 | „The Sound Of Truth”                | Brian Thompson            | An Ocean Between Us  |               |
| 2008 | „Within Destruction"                | Jerry Clubb               | An Ocean Between Us  |               |
| 2009 | „I Never Wanted”                    | Denise Korycki            | An Ocean Between Us  | [ 63 ]        |
| 2010 | „Parallels”                         | David Brodsky             | The Powerless Rise   | [ 64 ]        |
| 2010 | „Anodyne Sea”                       | Mike Pecci, Ian McFarland | The Powerless Rise   | [ 65 ]        |
| 2011 | „Beyond Our Suffering” [live]       | Joe Hamming               | The Powerless Rise   | [ 66 ]        |
| 2011 | „Electric Eye” [cover Judas Priest] | Paul R. Brown             | Decas                | [ 67 ]        |
| 2012 | „Paralyzed”                         | Nick Hipa                 | Decas                | [ 68 ]        |
| 2012 | „A Greater Foundation”              | Drew Russ                 | Awakened             | [ 69 ] [ 70 ] |
| 2018 | „My Own Grave”                      | Josh Knoff                | Shaped By Fire       | [ 71 ] [ 72 ] |
| 2019 | „Redefined”                         | Orie McGinness            | Shaped By Fire       | [ 73 ] [ 74 ] |
| 2019 | „Shaped By Fire”                    | Mathis Arnell             | Shaped By Fire       | [ 75 ]        |
| 2024 | „Burden”                            | Tom Flynn, Mike Watts     | Through Storms Ahead | [ 76 ]        |
| 2024 | „The Cave We Fear To Enter”         | Tom Flynn, Mike Watts     | Through Storms Ahead | [ 77 ]        |
| 2024 | „We Are The Dead”                   | Tom Flynn, Mike Watts     | Through Storms Ahead | [ 78 ]        |
| 2024 | „Whitewashed Tomb”                  | Tom Flynn, Mike Watts     | Through Storms Ahead | [ 79 ]        |

## Wyróżnienia
- Nagroda „Artist of the Year” w San Diego Music Awards: 2005, 2007, 2008
- Nagroda „Best Hard Rock” w San Diego Music Awards: 2011
- Nagroda „Ultimate Metal God” od stacji MTV2: 2007
- Nominacja do nagrody Grammy Award za utwór „Nothing left": 2008[80].
- Nagroda za najlepszy teledysk za klip do utworu „The Sound of Truth” na Hollywood Film Fest awards
- Najlepszy zespół metalowy podczas Loudwire Music Awards: 2012